# 先滩镇
先滩镇，是中华人民共和国四川省泸州市合江县下辖的一个乡镇级行政单位。2019年12月，撤销自怀镇，将其所属行政区域划归先滩镇管辖。

## 行政区划
先滩镇下辖以下地区：
先滩社区、定中寺村、民和村、老龙口村、埃山村、显云寺村、张家祠村、阳关村、金堂村、宝坪寺村、家乐村和梨树湾村。